# 瓦拖河
瓦拖河，也称草堵河，位于中国云南省中部，是沙甸河左岸支流，发源于楚雄彝族自治州双柏县县城妥甸镇的白竹山，向西北流经南安省级森林公园、西城社区上王家、小村村委会下龙打坝，之后转东北流，经中山村委会田房、格邑村委会、中山村委会大河边、窝碑村委会团结村，之后成为双柏县与楚雄市间的界河，过麦地新村委会草堵后转东南流，经双柏县大庄镇柏子村委会瓦托，于柏子村委会中村东北汇入沙甸河。河长56.3千米，流域面积570.8平方千米。比降11.2‰，落差888米，年均径流量0.86亿立方米。